# Sky Sports
Sky Sports är ett varumärke för en grupp sportorienterade tv-kanaler som ägs av British Sky Broadcasting och finns tillgängliga genom nästan alla satellit-, kabel- och IPTV-system i Storbritannien och på Irland. Sky Sports har spelat en viktig roll i den ökade kommersialiseringen av den brittiska idrotten sedan 90-talet, framför allt när den uppmuntrade Premier League att bryta sig loss från The Football League 1992.
Till Sky Sports hör Sky Sports News, Sky Sports Premier League, Sky Sports Cricket, Sky Sports Football, Sky Sports Mix, Sky Sports Racing, Sky Sports Golf, Sky Sports Main Event, Sky Sports Xtra,Sky Sports Arena, Sky Sports Box Office och Sky Sports Action. Samtliga kanaler finns i både SD- och HD-versioner.